# 콜비 켈러
콜비 켈러(Colby Keller, 1980년 10월 18일 ~ )는 미국의 포르노 배우이다.